# 御幸 (熊本市)
御幸（みゆき）は、熊本県熊本市南区にある地区。

## 地理
熊本平野を流れる加勢川の右岸に位置する。熊本市街の南方、南区の北東部に位置する。
御幸笛田地区は元々住宅街、御幸木部地区や御幸西無田地区はのどかな田園風景が広がる郊外だったが、熊本東バイパスをはじめとする道路整備により急速に住宅地として発展した。
田園の大部分は稲作だが、御幸木部地区の一部では電照菊やカラーの栽培を行っている。

### 河川
- 加勢川
- 木部川（部田川）
- 天明新川（旧天明新川）

### 町字
| 町字              | 郵便番号   |
| ----------------- | ---------- |
| 御幸笛田町        | 〒861-4103 |
| 御幸笛田1 - 8丁目 | 〒861-4172 |
| 幸田1 - 2丁目     | 〒861-4108 |
| 御幸西無田町      | 〒861-4102 |
| 御幸西1 - 4丁目   | 〒861-4171 |
| 御幸木部町        | 〒861-4104 |
| 御幸木部1 - 3丁目 | 〒861-4173 |

## 歴史
「御幸」の名は「明治天皇が部田村の陸軍野営演習場に行幸にて御立寄になった。」ことに由来する。御幸西4丁目の公園に「明治天皇御幸御野立所」記念碑がある。

### 年表
- 1889年4月1日 - 町村制の施行に伴い、託麻郡笛田村、西無田村、木部村が合併して託麻郡部田村が発足。各旧村域に大字笛田、大字西無田、大字木部が成立する。
- 1892年4月1日 - 託麻郡が飽田郡と合併し飽託郡となる。
- 1903年3月12日 - 部田村が御幸村に改称。
- 1953年4月1日 - 飽託郡御幸村が熊本市に編入される。各大字は御幸笛田町、御幸西無田町、御幸木部町となる。
- 1982年 - 御幸笛田町と田迎町出仲間の境界付近に「幸田市民センター」が開設される。
- 1996年 - 御幸笛田町の北西部の一部が流通団地一丁目となる。
- 1996年 - 御幸笛田町のうち熊本東バイパスより北側で住居表示が実施され、 幸田一丁目、幸田二丁目が成立する。
- 2000年 - 大部分で住居表示が実施され、御幸笛田一 - 八丁目、御幸西一 - 四丁目、御幸木部一 - 三丁目が成立する。

## 公共施設

### 行政
- 幸田総合出張所（幸田二丁目） - 幸田市民センターから改称。

### 警察
- 熊本南警察署幸田交番（御幸笛田一丁目） - 管轄は御幸、幸田、田迎および田迎南地区などの｢託麻中学｣校区と流通団地1 - 2丁目

### 病院
- 桜十字病院（御幸木部一丁目）
  - ホスピタルメント桜十字（御幸笛田七丁目）
  - ホスピタルメントさくら西館（御幸木部一丁目） - 桜十字病院敷地内。
  - ホスピタルメントさくら東館（御幸笛田七丁目）
- 熊本循環器科病院（御幸笛田二丁目）
- 御幸病院（御幸笛田六丁目） - 医療・福祉・保健の施設を集積したみゆきの里を構成する。
- 後藤内科クリニック（御幸笛田四丁目）
- 何医院（幸田二丁目）

### 金融業
- 熊本信用金庫御幸田迎支店（御幸笛田一丁目）

### 製造業
- 西日本食品工業（幸田二丁目）

### 宿泊
- チサンイン熊本御幸笛田（御幸笛田二丁目）

## 教育
御幸笛田七丁目に熊本市立御幸小学校があり、御幸地区を校区とする。
公立中学校の進学先は田迎地区の出仲間六丁目にある熊本市立託麻中学校で、田迎地区と御幸地区を校区とする。1947年に御幸村と田迎村の組合により開校した。
その他の教育機関として、熊本県立高等技術専門校が幸田一丁目に立地する。　

## 交通

### バス路線
- 熊本バス
  - 「御幸木部線」　-　※2007年熊本市交通局から譲渡

P2-2・P2-3系統（桜町BT → 下通筋 → 大学病院前 → 春の本 → 南熊本駅（構内） → 出仲間） → 県立技術訓練校 → 友添（ → 御幸病院※） → 笛田神社前 → 御幸木部
P2-4・P2-5系統（桜町BT ← 下通筋 ← 大学病院構内 ← 春の本 ← 南熊本駅（構内） ← 出仲間） ← 県立技術訓練校 ← 友添 ← （御幸病院※ ←） 笛田神社前 ← 御幸木部
※印はP2-3・P2-5系統「御幸病院」経由便
  - 「流通団地線」（2020年10月より運休中）[1]

（桜町BT - 新市街 - 春竹新道 - 琴平神社前 - 平成町 - 流通団地 - 済生会病院（構内）） - 西無田入口 - 御幸病院
- 産交バス
  - 「川尻県庁線」（停留所は東バイパスの「友添」・「西無田（県庁方面のみ）」）

K1-5系統 東バイパス経由県庁方面　R2-5系統　川尻・松橋方面

### 道路
- 国道57号（通称・東バイパス）
- 熊本県道182号田迎木原線
- 熊本県道236号神水川尻線

### 主な近隣地区
- 南区
  - 田迎（田迎、出仲間、田井島（=たいのしま）、良町（=ややまち）の総称）
  - 川尻
  - 南高江
  - 流通団地
  - 富合町（南区役所設置地区）
- 東区
  - 画図町（中の瀬）
- 上益城郡
  - 嘉島町

## 脚註
1. ↑  ダイヤ改正のお知らせ（令和2年10月1日(木)よりダイヤ改正を行います。）（熊本バス）